# Zdeněk Strmiska
Zdeněk Strmiska (* 2. Oktober 1925 in Jakubčovice; † 15. Januar 2009 in Paris) war ein tschechoslowakischer und französischer Soziologe. In den 1960er Jahren gehörte er als Mitglied des Teams von Pavel Machonin zu den Soziologen, die sich an der Vorbereitung des Prager Frühlings beteiligten. 1968 emigrierte Strmiska nach Frankreich, wo er in bekannten soziologischen Einrichtungen arbeitete.

## Leben
Nach dem Besuch des Gymnasiums studierte Strmiska Soziologie und Philosophie an der Masaryk-Universität in Brünn und Palacký-Universität in Olmütz, er absolvierte darüber hinaus einen Studienaufenthalt in Paris und Bordeaux. Obwohl er bereits Erfahrungen als wissenschaftlicher Assistent hatte, musste er nach dem Februarumsturz 1948 in verschiedenen Stellen in der Verwaltung arbeiten (in einem lokalen Nationalausschuss, in einem Museum usw.) sowie in einem pädagogischen Institut. Trotz seines Beitritts in die kommunistische Partei (1958) gelang es ihm erst mit der Hilfe von Miloš Kaláb, 1963 die Stelle eines wissenschaftlichen Fachassistenten an der Universita 17. listopadu zu bekommen und in das Institut Sociologický ústav ČSAV (SÚ ČSAV, Soziologisches Institut der Tschechoslowakischen Akademie der Wissenschaften) aufgenommen zu werden, in dem er 1967 der stellvertretende Direktor wurde.
Im Vorfeld des Prager Frühlings von 1968 war Strmiska nicht zentral oder intensiv beteiligt, sondern eher beratend – im Team von Pavel Machonin (Soziale Struktur einer sozialistischen Gesellschaft) war er im Bereich Vorbereitung theoretischer und terminologischer Übersichten für das Studium sozialer Strukturen zuständig und half mit der Auswahl der Literatur. Aus der Zeit vor der Niederwerfung der Reformbewegung konnte Strmiska aufgrund der Umstände nicht zahlreiche Veröffentlichungen vorweisen (dies blieb ihm für die Zeit der Emigration nach Frankreich vorbehalten), er wird jedoch zu den prägenden Persönlichkeiten der tschechoslowakischen marxistischen Soziologie gezählt.
Nach der Intervention der Armeen des Warschauer Pakts in der Tschechoslowakei 1968 entschloss sich Strimiska aus Angst vor Verfolgung zur Emigration und ging im September 1968 nach Paris, wo er umgehend in das renommierte Centre national de la recherche scientifique (CNRS) integriert wurde. In dem Institut wurde er etwa 1980 Direktor einer Abteilung für die Erforschung der Gesellschaften sowjetischen Typs (Centre de Recherches Interdisciplinaires sur les Transformations Sociales). Er veröffentlichte zahlreiche Studien  zum Thema.
Bald nach seiner Ankunft am CNRS veröffentlichte Strmiska zusammen mit seiner Kollegin Blanka Vaváková einen wichtigen Aufsatz  (La stratification sociale de la société socialiste. A propos du livre de Pavel Machonin), der es vor allem der französischen wissenschaftlichen Öffentlichkeit erlaubte, sich ein Bild über das Wirken von Pavel Machonin und die Problematik der Soziologie in der Tschechoslowakei allgemein zu machen. Außerdem machte er sich um den Aufbau und die Arbeit einer Forschungsgruppe von Zdeněk Mlynář, Pierre Kende und anderen verdient. Diese Gruppe verfasste in den 1980er Jahren etwa 20 monographische Arbeitshefte zur Thematik „Krise in den Systemen sowjetischen Typs“, die dreisprachig erschienen (deutsch, englisch, französisch). Zu den Autoren gehörten zahlreiche osteuropäische Wissenschaftler wie Jiří Kosta,  Bedřich Levčík, Maria Hirszowicz a Aleksander Smolar.

## Werke
- Společenská skutečnost jako systém a struktura, Vojensko politická akademie Klementa Gottwalda, Prag 1967
- Les paradigmes sociologiques: Esquisse d’une problématique, Universidad Central de Venezuela, Caracas 1978/1979
- Stagnation und Veränderung in den Gesellschaften sowjetischen Typs, Index, Köln 1989; ebenfalls englisch und französisch
- Sociální systém a strukturální rozpory společností sovětského typu, Index, Köln 1983
- La mobilité sociale dans une société socialiste: l’expérience Tchécoslovaque, Revue d’études comparatives Est-Ouest 1976; zusammen mit Blanka Vaváková
- Quelques remarques sur ‚le divorce tchéco-slovaque‘, Revue d’études comparatives Est-Ouest, 1995

und andere. Strmiska verfasste ebenfalls zahlreiche Beiträge für die Herausgabe eines soziologischen Lexikons (Malý sociologický slovník) Ende der 1960er Jahre in Prag, an dem außer ihm jedoch noch mehrere unerwünschte, da emigrierte Autoren beteiligt waren, sodass das Lexikon 1970 ohne die Namen dieser Autoren erschien.